# Дизномија (месец)
Дизномија (136199) је једини природни сателит патуљасте планете Ерида.
Откривен је 10. септембра 2005..